# AMBER

AMBER può venir usato ad esempio per minimizzare l'energia legata allo stiramento del legame carbonio-carbonio di questa molecola di etano.

AMBER (acronimo di Assisted Model Building with Energy Refinement) è una famiglia di campi di forze utilizzati nella dinamica molecolare di biomolecole, originariamente sviluppati dal gruppo di Peter Kollman all'Università della California, San Francisco.  AMBER è allo stesso tempo anche il nome del pacchetto di software con cui si può simulare il campo di forze.

## Il campo di forze
Con l'espressione "campo di forze AMBER" normalmente ci si riferisce alla forma funzionale usata dai campi di forze AMBER. Questa è l'insieme di diversi parametri a cui ogni versione di AMBER assegna un determinato valore.

### La forma funzionale
L'obiettivo del campo di forze è di modellizzare in modo accurato le energie conformazionali di un sistema molecolare e le conseguenti interazioni intermolecolari.
La forma funzionale rappresenta quindi l'energia potenziale del sistema:
{\displaystyle V(r^{N})=\sum _{\text{legami}}{\frac {1}{2}}k_{b}(l-l_{0})^{2}+\sum _{\text{angoli}}{\frac {1}{2}}k_{a}(\theta -\theta _{0})^{2}}
{\displaystyle +\sum _{\text{torsioni}}{\frac {1}{2}}V_{n}[1+\cos(n\omega -\gamma )]}
{\displaystyle +\sum _{j=1}^{N-1}\sum _{i=j+1}^{N}\left\{\varepsilon _{i,j}\left[\left({\frac {r_{0ij}}{r_{ij}}}\right)^{12}-2\left({\frac {r_{0ij}}{r_{ij}}}\right)^{6}\right]+{\frac {q_{i}q_{j}}{4\pi \varepsilon _{0}r_{ij}}}\right\}}
Il campo di forze è la derivata di questa grandezza rispetto alla posizione.
Il significato dei diversi termini è il seguente:
- Primo termine (sommatoria sui legami): rappresenta l'energia di tutti i legami covalenti della molecola. Questa forza di tipo armonico (una molla ideale) è una buona approssimazione se la distanza tra i due atomi coinvolti nel legame non è troppo lontana dalla distanza di equilibrio, peggiora all'allontanarsi degli atomi.
- Secondo termine (sommatoria sugli angoli di legame): riguarda il contributo energetico dato dalla geometria assunta dagli orbitali elettronici implicati in legami covalenti.
- Terzo termine (sommatoria sugli angoli diedri o di torsione): stima l'energia correlata alla torsione di un legame in base all'ordine di legame e ai legami limitrofi. Un singolo legame può avere più termini di questo tipo, per questo motivo l'energia di torsione totale è espressa come una serie di Fourier.
- Quarto termine (doppia sommatoria su {\displaystyle i} e {\displaystyle j}): rappresenta l'energia di non-legame tra tutti gli atomi, è la somma del contributo energetico delle forze di Van der Waals (primo termine della sommatoria) e del contributo energetico delle forze elettrostatiche (secondo termine della sommatoria).

### Settaggio dei parametri
Per usare il campo di forze AMBER, è necessario assegnare dei valori ai parametri del campo di forze (e.g. costanti di forza, lunghezza ed angoli di equilibrio di ogni legame, cariche). Esistono numerose collezioni di questi valori, descritte nel dettaglio nel manuale utente del software AMBER. Ognuna di queste collezioni ha un nome e fornisce i parametri per un certo tipo di molecole.
- I dati riguardanti i peptidi, le proteine e gli acidi nucleici sono forniti dai dataset il cui nome è composto da "ff" e l'anno di pubblicazione, come ad esempio "ff99".
- GAFF (campo di forze AMBER generalizzato) fornisce i parametri per piccole molecole organiche per la simulazione di ligandi, farmaci ad esempio, e biomolecole.
- Il campo di forze GLYCAM è stato sviluppato da Rob Woods per la simulazione di carboidrati.

## Software
Il pacchetto AMBER fornisce un insieme di programmi con cui applicare il campo di forze alla simulazione di biomolecole. È scritto in Fortran 90 e C++. Lo sviluppo è condotto da un'ampia associazione di laboratori per la maggior parte accademici. Nuove versioni sono distribuite in genere nella primavera di anni pari; AMBER 10 è stato distribuito nell'aprile 2008, mentre AMBER 18 è uscito nell'aprile 2018. Il pacchetto sorgente viene distribuito in formato open secondo le specifiche GNU GPL ed è composto dalle due componenti AMBER e AMBERTOOLS, mentre la versione commerciale è a pagamento. Le ultime versioni del pacchetto AMBER supportano l'accelerazione via GPU grazie al supporto del linguaggio CUDA.

### Programmi AmberTools
- LEaP è usato per preparare i file di input per la simulazione
- Antechamber si occupa di assegnare valori ai parametri di piccole molecole usando GAFF
- SANDER (Simulated Annealing with NMR-Derived Energy Restraints) è il programma centrale di simulazione e fornisce algoritmi di minimizzazione dell'energia e di dinamica molecolare
- pmemd è una re-implementazione limitata di SANDER fatta da Bob Duke. È molto più performante se utilizzato in parallelo da più di 8-16 processori
- ptraj svolge analisi numeriche dei risultati della simulazione. AMBER non permette la visualizzazione dei composti che viene invece effettuata con VMD o Sirius.
- MM-PBSA consente calcoli con solvente implicito a partire da una struttura di una dinamica molecolare.